# Little River (Kansas)
Pour les articles homonymes, voir Little River.
Little River est une ville américaine située dans le comté de Rice, au Kansas. Selon le recensement de 2020, sa population est de 472 habitants.